# ¿La calle es tuya?
¿La calle es tuya? es el tercer disco del dúo español Estopa formado por los hermanos Muñoz, David y José. Tuvo unas ventas superiores a los 600.000 ejemplares.[cita requerida]

## Antecedentes
El nombre del disco tiene una historia curiosa. Los dos hermanos estaban grabando un videoclip en la calle cuando Jordi, un niño de 10 años se puso por medio. Los hermanos le pidieron muy amablemente que se apartara a lo que el muchacho respondió: "¿La calle es tuya?". Esto fue la fuente de inspiración que esperaban los Estopa, pues aún buscaban un nombre para el que iba a ser su tercer disco.

## Lista de canciones
| N.º | Título                 | Duración |  |
| 1.  | «Fin de semana»        | 2:59     |  |
| 2.  | «Apagón»               | 3:05     |  |
| 3.  | «Fuente de energía»    | 3:36     |  |
| 4.  | «Penas con rumba»      | 3:10     |  |
| 5.  | «Corazón aerodinámico» | 3:43     |  |
| 6.  | «Ya no me acuerdo»     | 2:50     |  |
| 7.  | «Estrella fugaz»       | 3:40     |  |
| 8.  | «Tanta tinta tonta»    | 3:13     |  |
| 9.  | «Tragicomedia»         | 3:29     |  |
| 10. | «Necesito medicación»  | 3:31     |  |
| 11. | «Pastillas de freno»   | 3:24     |  |
| 12. | «Cuando cae la luna»   | 3:14     |  |

## Posicionamiento en listas
| Listas (2004)       | Mejor posición |
| ------------------- | -------------- |
| España (PROMUSICAE) | 1              |

## Certificaciones
| País   | Organismo certificador | Certificación | Ventas certificadas | Ref   |
| ------ | ---------------------- | ------------- | ------------------- | ----- |
| España | PROMUSICAE             | 4x Platino    | 400 000             | [ 3 ] |